# 海恩斯冰川 (帕爾默地)
海恩斯冰川（英語：Haines Glacier）是南極洲的冰川，位於帕爾默地，寬7公里，最終在巴科夫山以東注入梅納達斯冰川，在1940年12月由美國研究隊發現和拍攝空中照片，現時由南極條約體系管理。